# Pseudoleskeella sibirica
Pseudoleskeella sibirica là một loài Rêu trong họ Leskeaceae. Loài này được (Arnell) P.S. Wilson & D.H. Norris mô tả khoa học đầu tiên năm 1989.